# Ōfunato
Ōfunato è una città giapponese della prefettura di Iwate.